# 脳

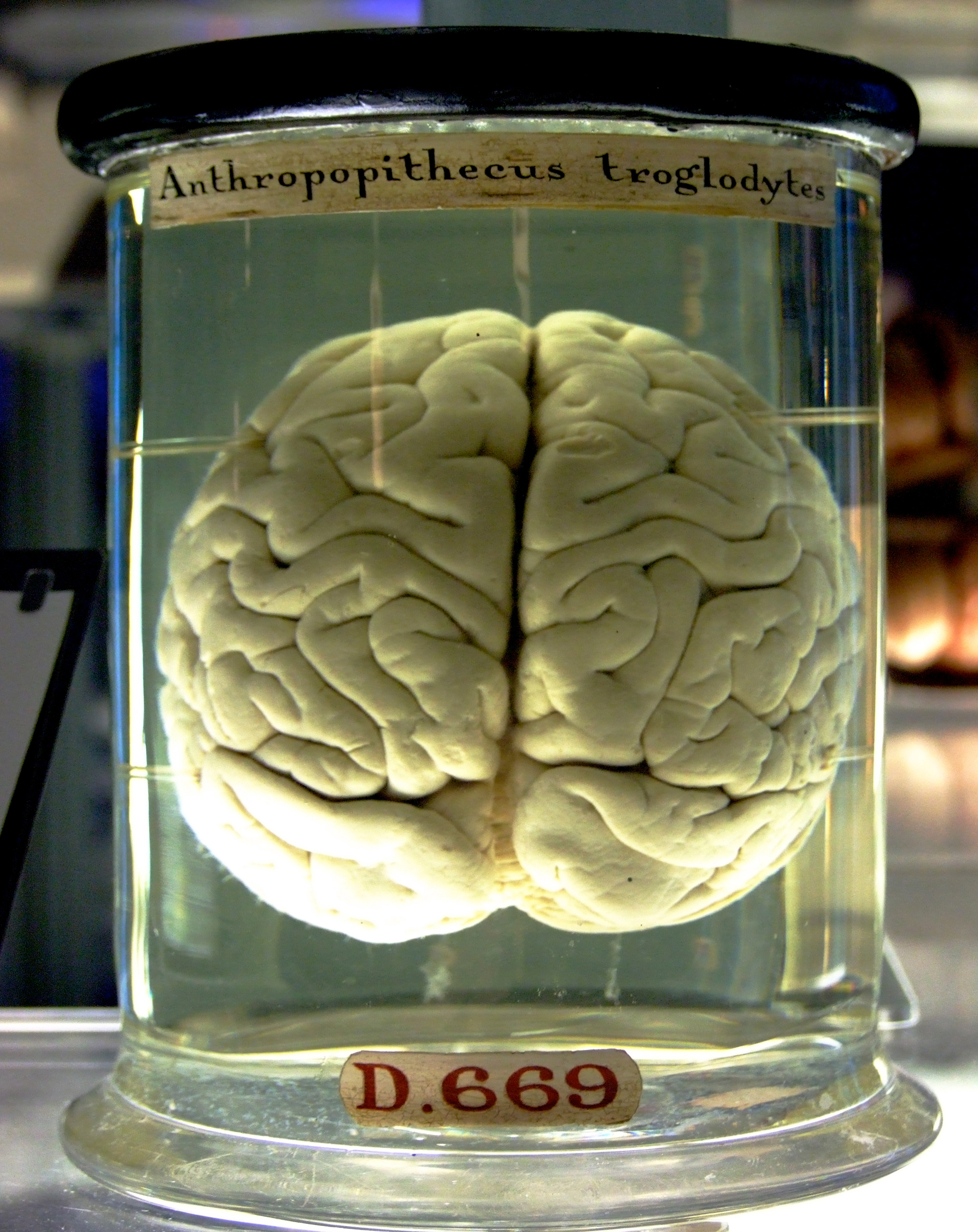
チンパンジーの脳

脳（のう、英: brain、独: Gehirn、羅: cerebrum、希: εγκέφαλος, enkephalos）は、動物の頭部にある、神経系の中枢。狭義には脊椎動物のものを指すが、より広義には無脊椎動物の頭部神経節をも含む。脊髄とともに中枢神経系をなし、感情・思考・生命維持その他神経活動の中心的、指導的な役割を担う。
主にグリア細胞と神経細胞からなる器官だが、そのどちらでもない構造も内在する。脳脊髄液の通り道となる空隙（脳室）や、ホルモン物質を分泌する内分泌系である。
発生学においては、誕生前の胚の段階から、大きく前脳・中脳・脳（＝菱脳）の3つに分けられる。ここから更に分化が進み、人間の場合は前脳が終脳と間脳、後脳は延髄・橋・小脳へと分かれる。
俗に大脳と呼ばれるのは終脳だが、解剖学においては間脳も含めた（前脳から発達した部位全てを）大脳と呼ぶ。
自律神経など、無意識に行われる生命維持において重要な部位を脳幹と括ることもある。これは機能に基づく分類であり、前述の発生過程に基づく分類でいうと前脳・中脳・後脳のすべてに跨がっている。

## 無脊椎動物の脳
無脊椎動物のうち扁形動物門以降の世代の生物は、旧口動物・新口動物ともに集中神経系をもつ、すなわち神経節（＝神経の集まった部分）を（しばしば頭部に）もつ。頭部神経節が他の神経節に比べて顕著に発達している場合、これらはしばしば脳（脳神経節）と呼ばれる（ただしこの呼称は医学分野などからの視点では一般的でない）。特に節足動物（六脚亜門、甲殻亜門、鋏角亜門など）、軟体動物門頭足綱などにおいては顕著に発達し、機能的にも脊椎動物の脳と遜色ない程度に分化している。その一方、これら無脊椎動物の神経節はもともと脊椎動物の脳との機能的・形態的な類似から「脳」と呼ばれてはいるものの、系統発生的には脊椎動物の脳と直接の関連はないことに注意が必要である。ただし原索動物を除く。

### 扁形動物
プラナリアを典型例とする扁形動物はかご状神経系をもち、最前部に卓越した神経節としての脳を有する。プラナリア脳の研究により発見されたFGF受容体様蛋白質であるnou-darakeは、頭部以外での脳分化を抑制する機能をもつ。

### 昆虫
昆虫の脳は、大きく視葉 (optic lobe) と中央脳 (central brain) の2つに分かれる。視葉は複眼の直下にある構造であり、専ら視覚情報を処理する。中央脳はさらに前大脳 (protocerebrum)、中大脳 (deutocerebrum)、後大脳 (tritocerebrum) の3つの部分に分かれる。これらはそれぞれはしご状神経系の単独の神経節に由来する領域である。前大脳はキノコ体、中心複合体 (central complex) など、感覚情報の高次処理に携わると考えられている領域（ニューロパイル）も含む。キノコ体は多くの昆虫で嗅覚情報処理を担っているが、ミツバチなどでは視覚系の神経経路も入射することが知られている。中大脳は触角の嗅覚受容細胞で受容した嗅覚情報を一次的に処理する触角葉と、触角からの機械感覚を処理する領域を含む。後大脳は食道下神経節を含む領域であり、一部の昆虫では味覚情報が入射することなどが知られている。中大脳と後大脳の間には食道孔が存在し、食道が両者の間を貫いている。昆虫の中枢神経系には、脳のほか胸腹部神経節と両者を繋ぐ神経束が含まれる。

### 頭足類
頭足類の脳は食道上塊 (supraesophageal mass) と食道下塊 (subesophageal mass) の2つに分けられ、両者の間には食道が存在する。巨大な視葉はoptic stalkと呼ばれる細い神経束でのみ脳本体に接続しており、脳の一部とみなされないこともあるが、視覚情報処理の多くが視葉でなされているので機能的には脳の一部といえる。

### 原索動物
脊索動物のうち、脊椎動物と同様の管状神経系をもつ原索動物（頭索動物・尾索動物の総称）では、神経管から分化する神経索が存在する。神経索は中枢神経系に含まれ、感覚細胞は最前部に集中し、脳室と呼ばれるものが存在（ナメクジウオなど）するが、明確な「脳」構造は原索動物ではあまりみられない（ホヤの幼生（遊泳性）の場合など、場合によって脳と呼ばれることもある）。

## 脊椎動物の脳
| 種類                               | 分類     | 脳容積 (mL) |
| オランウータン                     | ヒト科   | 411         |
| ゴリラ                             | ヒト亜科 | 約500       |
| チンパンジー                       | ヒト族   | 394         |
| アウストラロピテクス・アフリカヌス | ヒト亜族 | 441         |
| ホモ・ハビリス                     | ヒト属   | 640         |
| ホモ・エルガスター                 | ヒト属   | 700-1100    |
| ホモ・エレクトス                   | ヒト属   | 1040        |
| ホモ・ハイデルベルゲンシス         | ヒト属   | 1100-1400   |
| ホモ・ネアンデルターレンシス       | ヒト属   | 1450        |
| ホモ・サピエンス・サピエンス       | ヒト属   | 1350        |

脊椎動物の系統樹上の比較では、脳全体において大脳の占める割合が新しい世代の生物ほど大きいという大まかな傾向がある。特にヒトの脳は大脳が大きく、しかも大脳皮質が大小の溝（脳溝）によって非常に広い面積をもっている。脳溝と、それに挟まれた脳回の区別がある大脳（有回脳）は、哺乳類の中でも霊長目などのごく一部しかもっていない。このことは、極めてしばしば新しい世代の生物ほど複雑な活動を見せることと結びつけて、大脳皮質が思考の中枢だからと説明される。
哺乳類のうち、霊長目の進化の過程で脳容積が拡大してきた。

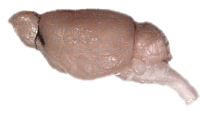
ラットの脳
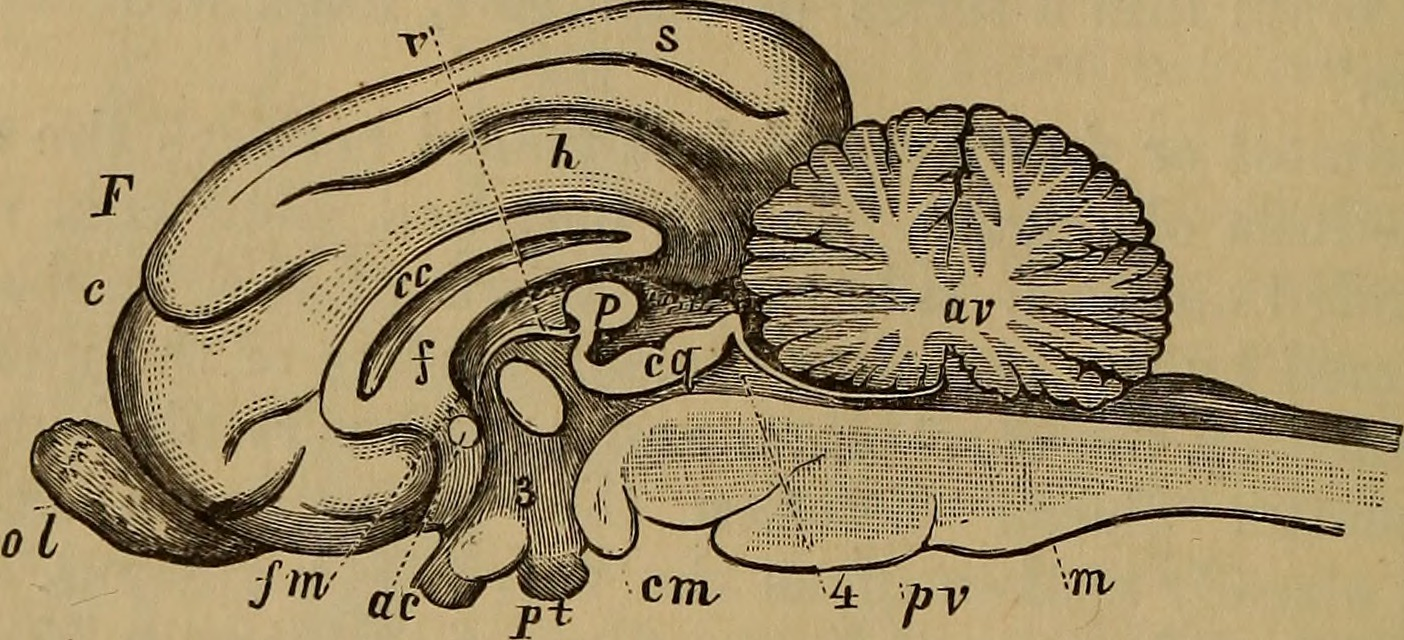
ネコの脳
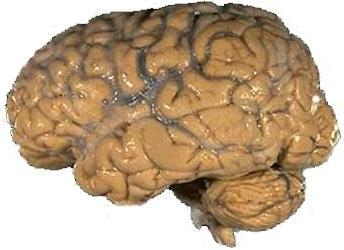
ヒトの脳

## ヒトの脳について

### 発生

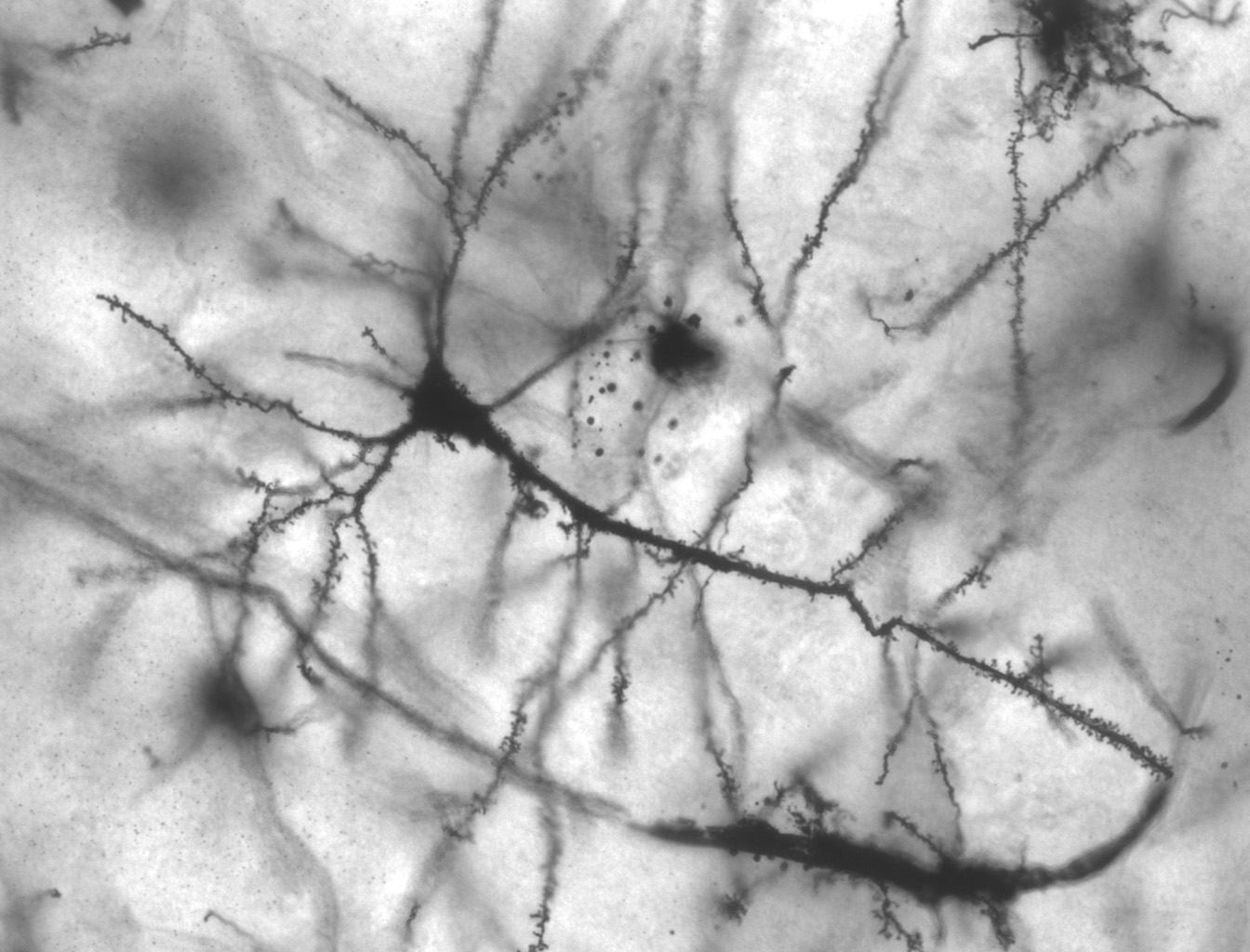
脳のニューロン細胞

複雑な姿をしているヒトの脳も、脊椎動物の進化の初期段階では、脳は単に神経細胞が集まったこぶのようなものに過ぎなかった。進化の過程でこのこぶが大脳、間脳、中脳、小脳、延髄、脊髄から構成される複雑な構造を成していき、個体の維持にとどまらず高度な精神活動をつかさどるにいたった。脊髄や延髄、中脳、橋では中心管は神経管内に余り発達せずに原型をとどめたままであるが、先端部の終脳では、発生の間に中心管は複雑に拡大して広い脳室を形作り、また皮質も複雑に隆起や回転運動を起こしながら変形して、各脳葉が形成される。
初期の脳の形成は、中心管の前方が膨らんで形成される、前・中・後脳胞の3脳胞から出発する。このうち先端部の前脳胞は更に前方から「終脳胞」と「間脳胞」とに分かれ、このうち終脳胞が以下のような、顕著な変化を遂げる。
1.上方への隆起
中心部を除く神経管の左右の天井が上方へ隆起することにより、左右の頭頂葉が作られる。
この隆起運動の結果、本来の中心管天井部は、左右の半球の奥深くに隠れてしまう（後に脳梁が左右に走行）。
神経管内の空所は先端部から両脇に伸び上がり、左右「側脳室」（第一・第二脳室）ができる。
こうして作られた側脳室へ通ずる旧中心管からの通路が「室間孔」となる。
2.前方への回り込み
上方に隆起した終脳胞の左右の壁は前方へも伸び出し、「前頭葉」と「側脳室前角」がつくられる。
正中部がそのまま残ることは同様なので、神経管最前端部は、突出した前頭葉の間に「終板」として残る。
3.後方への伸びと、側方への回転運動
頭頂方向へ隆起した神経組織は更に後方へ伸びながら、元の神経管の側壁を越えて下側へ回り込む。
このようにして、「後頭葉」と「側頭葉」が作られると共に、「側脳室後角」と「下角」が作られる。
めざましい終脳の動きに対して、間脳胞は余り変化せず、神経管の原型を維持しつつ、左右大脳半球の基部に位置して、視床・視床下部を作り、中心管は正中面に薄く上下にのみ伸びて第三脳室となる。

### 解剖

ヒトの脳の構造: 前頭葉（水色）、頭頂葉（黄色）、側頭葉（緑色）、後頭葉（赤色）、小脳（紫色）、脳幹（灰色）

ヒトの脳は頭蓋内腔の大部分を占めている。成人で体重の2%ほどにあたる1.2〜1.6キログラムの質量がある。脳の質量は、男性の脳は女性の脳よりもやや大きく（後述）、体重との相関はない。約300億個の神経細胞を含むがそれは脳をなす細胞の1割程度であり、残りの9割はグリア細胞と呼ばれるものである。グリア細胞は神経細胞に栄養を供給したり、髄鞘を作って伝導速度を上げたりと、さまざまな働きをする。「人間は脳の1割ほどしか有効に使っていない」という俗説（脳の10パーセント神話）があるが、これはグリア細胞の機能がよくわかっていなかった時代に、働いている細胞は神経細胞だけという思い込みから広まったものと言われる。つまり、ヒトは大脳の10％しか使用しないという都市伝説をよく耳にするが、もちろんこれは真っ赤な嘘である。ヒトは常に100％脳細胞を使用する。最近では脳の大部分は有効的に活用されており、脳の一部分が破損など何らかの機能的障害となる要因が発生した場合にあまり使われていない部分は代替的または補助的に活用されている可能性があると考えられている。
脳は、大脳・小脳・脳幹に大きく分けることができる。大脳はさらに終脳（Telencephalon）と間脳（Diencephalon）に、脳幹はさらに中脳・橋・延髄に分けられる。この区別は肉眼で見た様子に基づいたものであって、胚発生の上では小脳は脳幹から分かれるものであり、また生命維持機能に強く関わる間脳を脳幹に含める意見もある。
脳は、髄膜と呼ばれる3層の膜、すなわち軟膜・クモ膜・硬膜に覆われている。軟膜は脳の実質に密着しているがクモ膜は少し離れており、軟膜との間にクモ膜下腔という空間を残している。クモ膜下腔は脳脊髄液で満たされている。硬膜は大脳鎌・小脳テントなどの突出と、硬膜静脈洞を作る部分のほかは頭蓋の内面に密着して内張りとなっている。硬膜とクモ膜はほぼ密着している。

#### 大脳

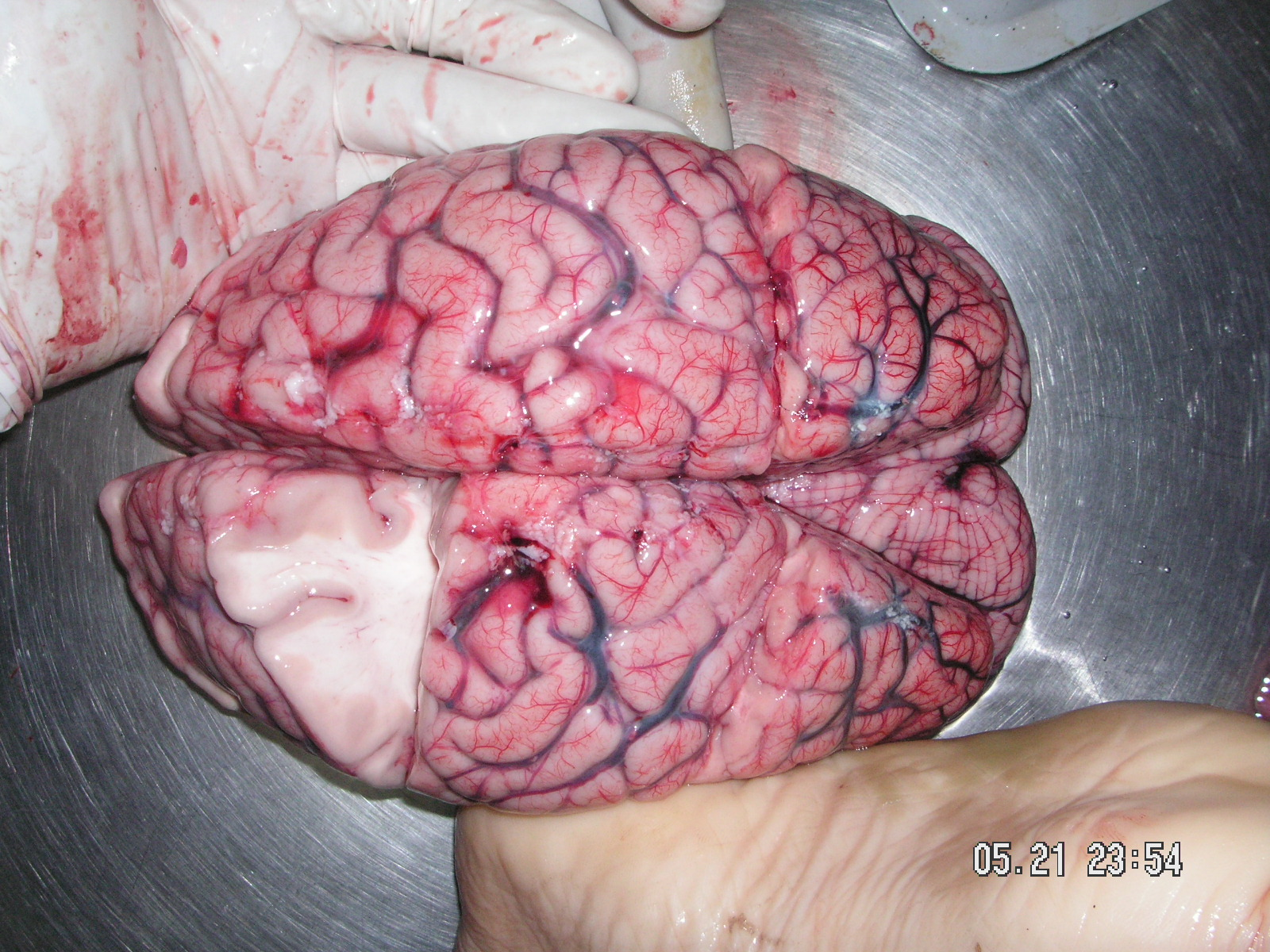
ヒトの大脳。前頭葉の一部が切除された状態。

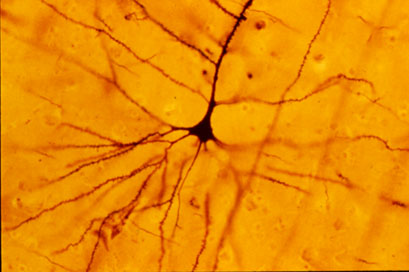
大脳新皮質の錐体細胞

大脳（Cerebrum）とは、厳密には終脳と間脳を合わせた呼称だが、神経解剖学以外の分野ではほぼ例外なく、終脳のみを指す言葉として使われている。この項でも特に断らない限り、大脳と言えば終脳を指す。
終脳は左右の大脳半球（終脳半球）からなる。それらを隔てるのは大脳縦隔と呼ばれる深い溝であり、脳梁と透明中隔でつながるほかは完全に左右が分かれている。大脳半球の表面には、大脳溝（だいのうこう、Cerebral sulci）と呼ばれる溝が走り、その間に細長い大脳回（だいのうかい、Cerebral gyrus）を作っている。脳溝は俗に「脳のしわ」と言われるが、脳の成長にしたがって無造作にしわが寄るのではなく、どこにどのような脳溝ができるかは、深さ、曲がり方に多少の個人差があるものの完全に決まっており、すべての脳溝に解剖学上の名前（Nomina anatomica）が与えられている。脳溝と脳回の形は左右の半球でほぼ対称であり、特に目立つ脳溝は終脳の外側で吻側端から尾側のあたりまで走るシルビウス裂と、頭頂部の（吻側寄りでも尾側寄りでもなく）中ほどで背側端からシルビウス裂まで走る中心溝である。シルビウス裂よりも腹側、したがって脳全体から見ればもっとも外側の部分を側頭葉、中心溝よりも吻側を前頭葉、中心溝よりも尾側でシルビウス裂の終わるあたりまでを頭頂葉、その尾側を後頭葉と呼ぶ。後頭葉は終脳のもっとも尾側にあり、頭頂葉との境界は明瞭でない。シルビウス裂をこじ開けると、側頭葉の陰に隠れていた、島と呼ばれる部分が見える。島の表面はほかの部分と違って脳溝ではなく細かいしわがたくさん入っている。
左右の大脳半球はそれぞれ側脳室と呼ばれる腔を含んでいる。側脳室はモンロー孔で第三脳室と連絡して脳室系をなす。脳室系は脳の廃液である脳脊髄液でみたされ、脳脊髄液が排出される経路となっている。
広義の大脳から出る脳神経は、終脳から出る嗅神経と、間脳から出る視神経である。
大脳の断面では白質と灰白質が明瞭に区別される。終脳の灰白質は表面近くに面積で2,000cm2〜2,500cm2、厚さ2〜3mmの層をなしており、大脳皮質（だいのうひしつ、Cerebral cortex）と呼ばれる。大脳皮質は灰白質の例に漏れず神経細胞の細胞体が集まった部分であり、その大部分は6層構造をなし、複雑な回路を含んで思考などの中枢とされる。脳がしわを形成することにより大脳皮質の表面積を増大させている。大脳皮質に対して白質を大脳髄質と呼ぶこともあるが、白質と呼ばれることのほうがはるかに多い。その理由の一端をなすのが大脳基底核である。大脳基底核は単に大脳核とも呼ばれ、側脳室の腹側あたりで髄質の中にある神経細胞の集まりである。2つ合わせて線条体と呼ばれる、尾状核・被殻などを含むが、あいまいな概念であって、間脳の一部である視床や淡蒼球を含むか含まないかは意見が一致しない。側頭葉の深部には扁桃体がある。扁桃体は恐怖心を構成していることが知られているらしい。
間脳は視床と視床下部からなる。視床は、大脳皮質や下位の脳・脊髄との連絡が多く、感覚の中継、運動制御など多彩な機能に関わる。視床下部は、身体の恒常性（ホメオスタシス）を保つ働き、自律神経系の制御、感情などに関与している。
下垂体は、大脳の底部、ほぼ正中にある器官であり、下垂体柄といわれる細長い部分で大脳の中心部の視床下部とつながっている。下垂体の前葉からは、副腎皮質刺激ホルモン(コルチコトロピン、ACTH)、甲状腺刺激ホルモン(サイロトロピン、TSH)、性腺刺激ホルモン(ゴナドトロピン)、成長ホルモン(GH)、プロラクチンなど、他の内分泌器官の機能を左右し、そこからのホルモンの分泌を調節する多種のホルモンが分泌される。中葉からは、メラニン細胞刺激ホルモン(メラノトロピン、MSH)、神経葉からは、抗利尿ホルモン(バソプレシン)や、オキシトシンが分泌される。コレステロールは体内の肝臓および皮膚で合成され、全身に輸送される。視床下部から指令を受け、下垂体からも指令を受けることで、副腎は、コレステロールを原料に、副腎皮質ホルモンや性ホルモンを合成する。

#### 小脳
小脳は脳幹の背側にある。上小脳脚・中小脳脚・下小脳脚という線維の太い束で脳幹につながっている。これら3つは肉眼レベルで絡み合っており、それぞれに含まれる線維をきれいに分けることは非常に難しい。小脳は正中の小脳虫部（しょうのうちゅうぶ、Vermis）、左右の小脳半球（Cerebellar hemispheres）、尾側の小脳扁桃に分けられる。小脳半球の表面は、大脳半球に脳溝と脳回があるように、小脳溝と小脳回をもつが、これらは脳溝・脳回よりもかなり細かく、変異も多い。小脳半球の断面も大脳半球と同様、小脳皮質（Cerebellar cortex）が灰白質で小脳髄質が白質である。小脳皮質は表面側から分子層、プルキンエ細胞層、顆粒層の3層構造を持ち、約1mmぐらいの厚さである。皮質が厚く、髄質が木の枝のように見えることから、小脳半球断面の様子をArbor vitae（生命の木、小脳活樹）と呼ぶ。

#### 脳幹
脳幹 (=brain stem) は上で大脳と、背側で小脳と、尾側で脊髄とつながっている。吻側から順に中脳 (Midbrain)、橋、延髄に分けられる。小脳と脳幹に挟まれた空間は第四脳室となっている。
- 中脳は上丘（視覚処理に関与）、下丘（聴覚処理に関与）、セロトニンやドーパミン、ノルアドレナリン系などの神経核が散在している。中脳には眼球運動・視覚に関わる諸神経核があり、脳神経として視神経、動眼神経、滑車神経を出す。また背側に第三脳室と第四脳室を交通する中脳水道が通っている。
- 橋 (脳)はふくらみを帯びた形状で、小脳と接続する。脳神経として三叉神経、外転神経、顔面神経、聴神経を出す。
- 延髄は橋と脊髄の間にあり呼吸など生命維持に関わる植物機能を司る中枢がある。脳神経として舌咽神経、迷走神経、副神経、舌下神経を出している。呼吸、心臓の働きに関係する。

#### 循環・代謝
脳の質量は体重の2%程度だが、血液の循環量は心拍出量の15%、酸素の消費量は全身の20%、グルコース（ブドウ糖）の消費量は全身の25%と、いずれも質量に対して非常に多い。成人男子では脳のグルコース必要量は120-150g/日である。グルコースは脳関門を通過でき、グルコーストランスポーターであるインスリン非依存性のGLUT1を介して細胞膜を通過して神経細胞にグルコースを取り込む（「グルコーストランスポーター」を参照のこと）。このことは脳で起こる複雑かつ活発な電気信号の行き来に由来する。神経細胞では、静止膜電位の維持と活動電位からの回復のためにグルコースから産生された莫大なATPを消費している。なお、成熟動物脳の脂肪酸の代謝活性は非常に低く、長期間の絶食によっても脳における脂肪酸の低い代謝活性のため脂肪酸の組成は変化しない。脳は通常、脳関門を通過できる（脳細胞内に能動輸送されるのであって自由に通過できるわけではない）グルコースをエネルギー源としている。また、飢餓などの場合によりグルコースが枯渇し低血糖となった場合、脂肪酸のβ酸化によるアセチルCoAから生成されたケトン体も脳関門を通過でき、脳関門通過後にケトン体から、再度アセチルCoAに戻されて脳細胞のミトコンドリアのTCAサイクルでエネルギーとして利用される。脳はグルコースを優先的にエネルギー源として利用するが、グルコースが少ない時にはケトン体が主たるエネルギー源となる。飢餓時には脳が必要とするグルコースの約半分をケトン体で代用することができる。
このような栄養素などの需要は内頸動脈と椎骨動脈からの血流でまかなわれる。内頸動脈と椎骨動脈はそれぞれ大小の枝を出して脳の各所を栄養し、ウィリスの動脈輪と呼ばれる環状の吻合を作って互いに連絡している。このため内頸動脈に血流障害が起こっても椎骨動脈からの血流が脳の全体に行き渡るが、ウィリスの動脈輪が細い人ではその代償があまり期待できない。
脳に分布する静脈は、特に太い部分では動脈に伴走しておらず、硬膜静脈洞に集まる。硬膜静脈洞の静脈血は内頸静脈へ流出する。また、リンパ液に相当する廃液は脳脊髄液として脳室系の脈絡叢から産生され、クモ膜下腔を流れて最後にはクモ膜顆粒から、または脊柱管の静脈叢から静脈血に吸収される。

## 機能
脳は運動・知覚など神経を介する情報伝達の最上位中枢である。また、感情・情緒・理性などヒトの精神活動においても重要な役割を果たしている。幾つかの精神活動に関してはポジトロン断層法などにより、脳の活動との間に密接な関係があることが確かめられている。
脳が以上のような機能に深く関わっていることには疑いがないが、脳がそのすべてを担っているかどうかは明らかでない。このことは脳死にまつわる問題で問われ、ラザロ徴候をどう解釈するかで意見が分かれる。脳死推進派はラザロ徴候を脊髄による反射とみなし、脳の機能が残っている証拠にはならないとする。一方で脳死反対派はラザロ徴候に脳の機能が関わっているとする。脳死反対派の一部は、ラザロ徴候に脳が関わっていようといまいと、そのような高度の活動が（たとえば脊髄によって）なされうるならそれは生命反応とみなすべきだと主張する。ラザロ徴候の機序は解明されておらず、この議論は決着していない。
脳が、あるいは大脳が大きいほうが頭がいいという俗説がある。これはヒトの大脳が類人猿の大脳よりも大きいこと、高齢者の脳が加齢に伴って萎縮すること、アルツハイマー病などの疾患では病変部が著しく萎縮することなどにも助長されていよう。しかし脳の重さは（特に人の間で）知能の指標とはならないとされる。夏目漱石やアルベルト・アインシュタインの脳は彼らの死後も保存されているが、その重さを量ってみても正常の範囲を出ない。またクジラやゾウは、ヒトより重い脳を持つ。以上のように、人間が他の動物より賢いのは、脳の大きさではなく、大脳皮質の複雑さ、神経細胞の数やグリア細胞によるものである。

## 性差
ヒトを含む脊椎動物の脳はその性別により異なった構造を持つ。これは大脳解剖学における肉眼観察や、ラットに対して脳の形成期に性ホルモンを投与する実験により確かめられている。脳の部分で性差があるとみられている部分は、大脳半球、左右の脳をつなぐ前交連や脳梁、本能をつかさどる視床下部である（脳の性分化）。ただし雄の猿を幼少期から雌として育てれば雌と同じ行動をとるようになるなどの報告もあるため、これらの性差がどれほど行動に影響を及ぼすかは定かでない。
ヒトの場合、男女は精神的・文化的に異なった傾向を示すことがある（ジェンダー参照）が、脳の性差がこれの一因を担っていると考えられている。ただし脳の性差が人格形成にどれほどの割合で貢献をしているかは不明である（見えにくくなった後天的な環境の影響が、生得的な性差であると認識される場合もあるため）。
女性は論理的思考時に「論理的思考を司る左脳」を「想像力を働かせる右脳」と連動して働かすことができ、男性はこれが不得手であるが訓練によって可能であるといわれることがあるが、これらの説の根拠は女性の脳梁（左右の大脳半球を連絡する神経繊維）の多さのみに基づいている。（以下、脳の左右差も参照）
また男女の脳の質の違いとして、女性の脳は男性の脳よりも皮質が厚くなる傾向が複数の研究で確認されている。
これら脳の構造に男女で違いがあるという研究に対しては異なる研究もあり、脳機能が男女で異なるという考え方は科学的根拠に欠ける神経神話であるという指摘もある。

### 質量・容積
哺乳類では脳容積と体容積がおおむね対数比例する。まず観察される点として、頭蓋骨の大きさは概ね体格に比例し、男性の脳は女性よりも大きく重い。出生時は性別による有意差は無く、男女ともに370〜400グラムである。成人では、男性は1350〜1500グラム、女性では1200〜1250グラムであり、これは体重の約2%にあたる。なお、性差・人種差を除外した同質な人類集団同士の比較では脳の大きさは知能指数と相関係数0.4程度の相関があることが知られる。（研究により異なる）
認知能力と脳の大きさの関連について13,600人以上の非常に大きなサンプルを用いて行われた研究では、相関係数は0.19であり、同性間では脳の大きさは認知テストの結果の約2%に影響するが、男女の認知テストの平均スコアには有意な差は見られず、男女の脳の大きさの違いは認知能力の差には繋がらなかった。研究者は脳の質の性差による可能性があるとしている。

### 活動
ポジトロン断層法によって様々な精神活動の際に脳が働く様子を調べると、男性は主に左半球が、女性は比較的均質に働くとの報告がある。ただしこれをして「女性は左右の脳を満遍なく働かせることができ、男性の脳活動は左脳に依存するところが大きい」とはならない。ポジトロン断層法自体は血流や代謝が増加した部分が集中的に活動したとする仮定の下に行われるものだが、これによる脳活動の測定はあくまで相対的な活動の増大を示すものである。これについても脳機能局在論を参照されたい。

### 周期性
月経に代表されるように女性は身体的な周期変動を持っている。またそれに伴って精神的にも周期的に変動すると指摘されることもある。この周期性を支配しているのが下垂体から分泌される卵胞刺激ホルモンと黄体形成ホルモンである。
男性の脳ではこのような周期性はない。胎生期に精巣から分泌されたテストステロン（アンドロゲン・シャワーとよばれる）によるものだと考えられている。

## 大脳半球の左右差
ヒト特有の大脳半球の左右の機能についての学説は、古い時代のてんかん患者の治療のために行った、脳梁の切除や、手術中に脳に電気刺激などをほどこし患者に質問を行った場合の観察記録から推測された仮説が多い。それらの少ない観察例から拡大解釈されたもの、その拡大解釈をさらに拡大解釈し、歪曲された俗説が非常に多いので注意が必要である。
しかしながら、脳専門医の中には、左右の脳半球に機能分布の違いを認める医師もいる。病巣や事故によって損なわれた脳の部位と、外から観察できる機能欠損の関連性に経験則があてはまるからである。また、非常に希なケースを除いて、言語野が大脳左半球に有るのは確かである。一方で、論理的思考について重要な機能が左半球にあるのは確かだが、右大脳の前頭野の欠損によって「順序立った行動」が不可能になった例が、カナダのワイルダー・ペンフィールド医師の姉の報告例などに見られる。
他に確認の取れている事実として、まずヒトの大脳では左半球のほうが右半球より若干大きいことや、身体の右側の制御を左半球、左側の制御を右半球が行っていることなどは判明している。脳の左右の大きさの違いは医療機器で即座に確認でき、左右脳と身体の制御の関連性については、脳の欠損半球と、麻痺がおこる身体部位との関連から明らかだからである。
しかしながら、脳という器官の複雑性をかんがみた場合、ある能力について、どちらかの半球だけが機能しているといえるほど単純なものではなく、またそれを裏付けるデータもない。
大多数の研究者が特定の精神機能の中枢とみなしている領野は今のところ、末梢との神経接続が解剖的に調べられている初期知覚領野・運動野を除けば言語野しかない。さらに左脳と右脳がそれぞれ論理的思考・創造的思考を処理し、もう片方がそれを担当していないという明確な証拠や実験データはない。
2010年、脳の神経細胞を三次元的に培養した結果、神経突起の進む方向を決定する成長円錐にある糸状仮足が右回りで伸縮していることが玉田らの研究により明らかとなり、脳の左右の機能差に関連しているのではないかと注目されている。

## 脳とコレステロール

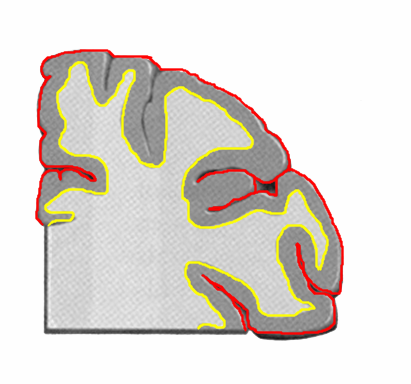
脳の冠状断面。
大脳皮質（灰白質）
白質

脳、神経系にコレステロール全量の1/3もが含まれているが、神経細胞から伸びて神経伝達を司っている軸索を覆っているミエリン鞘にコレステロールが大量に含まれているためである。コレステロールは、ミエリン鞘の絶縁性を保持する役割を果たしている。絶縁されたミエリン鞘の切れ目であるランヴィエの絞輪ごとでの跳躍伝導により高速の神経信号伝達に寄与している。実際、哺乳類である豚や牛などでは脳総重量の2-3%がコレステロールで占められている。ヒトでは脳総重量の2.7%がコレステロールで占められている。
脳の灰白質は、中枢神経系の神経組織のうち、神経細胞の細胞体が存在している部位のことである。これに対し、神経細胞体がなく、神経線維ばかりの部位を白質と呼ぶ。白質は明るく光るような白色をしているのに対し、灰白質は、白質よりも色が濃く、灰色がかって見えることによる。これは、有髄神経線維のミエリン鞘の主成分として大量に存在しているコレステロールやミエリンが白い色をしているためで、白質には、灰白質に比べて、有髄神経線維が多いからと考えられている。

神経細胞の構造図
en:Dendrites=樹状突起、:en:Axon=軸索、（以下略）

## 脳と脂肪酸
細胞膜は流動性を持ち、脂質や膜タンパクは動いている。この流動性は膜の構成物質で決まる。たとえば、リン脂質を構成する脂肪酸の不飽和度（二重結合の数）に影響され、二重結合を持つ炭化水素が多いほど（二重結合があるとその部分で炭化水素が折れ曲がるので）リン脂質の相互作用が低くなり流動性は増すことになる。例えばドコサヘキサエン酸（DHA）は不飽和度が極めて高く細胞膜の流動性の保持に寄与している。
神経細胞は、軸索や樹状突起などの凹凸の多い入り組んだ構造を有しているため、膜成分が極端に多くなっている。

## 食材として
牛（成牛および子牛）、豚、羊、ウサギなどの家畜の脳は食材としても用いられる。主にヨーロッパおよび中東では肉屋の店先のほかスーパーマーケットでも流通している。世界各地の様々な料理で、脳そのものを煮る、焼く、揚げるなどの料理法で食べる他、また煮込み料理の出汁取りとしても使われる。このわたの様な独特の食感がある。
BSEの影響により一時期ヨーロッパでは食材としての脳や骨髄の流通は減少したが、伝統的食材としての存在は未だに広く一般に受け入れられている。

## 脳研究に関する国家プロジェクト
近年、先進国を中心に、脳の理解を促進するための大型国家科学プロジェクトが組まれている。
米国の「ブレイン・イニシアチブ」、欧州の「ヒューマンブレインプロジェクト」日本の「革新的技術による脳機能ネットワークの全容解明プロジェクト(Brain/MINDS)」中国の「チャイナブレインプロジェクト」等がある。